# Busan Lotte Town Tower
El Busan Lotte Town Tower es un rascacielos de 107 plantas y 510 metros de altura cuya construcción se encuentra detenida. Se ubica en Busan, Corea del Sur, al lado de la estación Nampo-dong del Busan Subway Line 1. Se espera que sea finalizado en el año 2020.
La torre es la pieza central de la nueva Busan Lotte Town y la construcción está siendo llevada en cuatro fases. La primera fase incluye unos grandes almacenes, completados en 2009. La segunda fase, adición al almacén. La tercera fase es un centro comercial, y un cine, el cual fue inaugurado en 2014, y la última fase incluirá un hotel de lujo, una plataforma de observación, oficinas e instalaciones culturales en este rascacielos de 107 plantas. El diseño del rascacielos se parecerá a un barco de pie, con grandes curvas reflejando el puerto de la ciudad. El aparcamiento subterráneo de la torre podrá albergar más de 2 400 coches.